# Дебальцівська міська територіальна громада
Дебальцівська міська громада — номінально утворена територіальна громада в Україні, у Горлівському районі Донецької області. Адміністративний центр — місто Дебальцеве.
Територія утвореної територіальної громади є тимчасово окупованою.
Утворена розпорядженням Кабінету Міністрів України від 12 червня 2020 р. № 710-р.

## Населені пункти територіальної громади
До складу громади входять 7 населених пунктів: місто Дебальцеве, та 6 сіл: Дебальцівське, Калинівка, Логвинове, Нижнє Лозове, Новогригорівка, Санжарівка.